# Pino Martini
Pino Martini (Carbonia, 14 febbraio 1950) è un bassista, compositore e direttore di coro italiano già componente del gruppo Stormy Six.

## Biografia

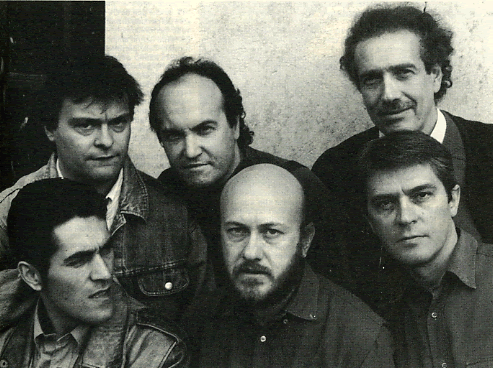
Pino Martini con i componenti del gruppo Stormy Six

Pino Martini si avvicina alla musica sin dall'infanzia a Paulilatino ed Oristano grazie al nonno, Giuseppe Obinu, noto Musennore (era il suonatore ufficiale di ballo sardo di Paulilatino citato nel libro di Giovanni Dore Gli strumenti della musica popolare della Sardegna) ed al padre Ugo, suonatore di ballo civile.
Inizia a suonare in numerose formazioni praticando il rock degli anni settanta. In questo periodo entra nei Salis con i quali conosce la formazione milanese degli Stormy Six, uno dei gruppi portavoce delle nuove forme di creatività giovanile degli anni settanta, che aderisce alla lega artistica europea Rock In Opposition. Dopo alcune collaborazioni come musicista esterno, nel 1977 entra nel gruppo come membro stabile della formazione ufficiale. Nell'album Macchina maccheronica del 1980 appare una sua prima composizione. L'apice della collaborazione è il disco Al volo del 1982 in cui quattro brani sono composti da Pino Martini (Roma, Non si sa dove stare, Reparto novità, Parole grosse).
Nell'estate del 1983 Pino Martini con Franco Fabbri e Umberto Fiori partecipa, assieme a tre membri del quartetto avant-rock tedesco Cassiber (Chris Cutler, Heiner Goebbels e Alfred Harth)  al "Cantiere Internazionale d'Arte di Montepulciano". Il sestetto, denominato Cassix (Cassiber/Stormy Six), compone per l'occasione una serie di brani che, oltre ad essere eseguiti nel concerto finale del "Cantiere", furono registrati da uno studio mobile della RAI.
L'attività di Pino Martini prosegue negli ambienti milanesi con il progetto avant-jazz dei "Capricorno", guidato dal trombettista Guido Mazzon. Il progetto nasce in seguito a una improvvisata jam session al Teatro Arsenale di Milano. Segue una parentesi fusion col Trio Matisse di cui fanno parte Salvatore Garau ed il chitarrista Chicco Santulli, esibendosi nei locali principali della scena jazz milanese: Le Scimmie, l'Orient Express, il Macedonia, il Ventaglio, il Magia Music Meeting, The Door Pub, il Ciao Maria e l'Osteria Tri Basei. Negli anni ottanta Pino Martini partecipa come sessionman al Club Tenco e si esibisce con il cabarettista-cantautore David Riondino e con Ricky Gianco.
Negli anni novanta, assieme a Laura Fedele, Max Furian e Pierluigi Ferrari, partecipa al progetto "Bluesimodo".
Nel 1993 Pino Martini sale di nuovo su un palco con gli Stormy Six in occasione di una reunion al teatro Orfeo di Milano da cui fu registrato il cd dal vivo Un concerto. Nei quindici anni successivi Pino Martini è tornato ad esibirsi in più occasioni con gli Stormy Six: a Torino nel 1997 per "Settembre Musica"; al "Mittelfest" di Cividale del Friuli nel 2005; al "Carroponte" di Sesto San Giovanni, nel 2008, per il concerto Dopo quarant'anni nell'ambito dell'iniziativa Suoni & visioni, insieme a Ivan della Mea, Donovan, Claudio Rocchi, Eugenio Finardi e Riki Belloni.
Dal 2006 Pino Martini si dedica all'insegnamento del canto sardo e popolare.
Nel 2009 Martini intraprende una collaborazione con Ambra Pintore per cui cura la produzione nel 2010 del disco Muriga ("mescola" in sardo), in cui è anche coautore e arrangiatore di alcuni brani. La collaborazione con Ambra Pintore si conclude nel 2011.

### Martini Bank

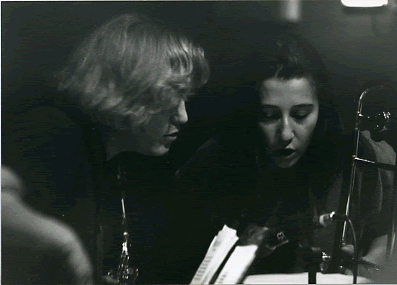
Paola Bertassi e Stefania Galli in concerto con la Martini Bank

Nel 1987 Pino Martini formò la Martini Bank. Il progetto musicale eseguiva brani di generi vari comprendenti il funky acido, il rythm & blues, l'Africa Dance e la world music, inserendo nel repertorio alcuni titoli riarrangiati e rivisitati di autori quali Stevie Wonder, Peter Gabriel, Lenny Kravitz, Tower of Power oltre a pezzi originali con testi in italiano, sardo, francese, inglese.
Nel corso degli anni hanno fatto parte del gruppo musicisti come Emanuele Conti, Gianni Montemurro, Marcello Cosenza, Aldine Kelly, Marco Pinna, Mario Arcari, Sandro De Bellis, Pino Di Pietro, Antonio Neglia, Alberto Centofanti, Pierluigi Ferrari, Giuseppe Rotondi, Stefania Galli, Paola Bertassi, Giorgio Rizzi, Stefano Bonacina, Fabio Farina e Pierpaolo D'Emilio.

### Tancaruja

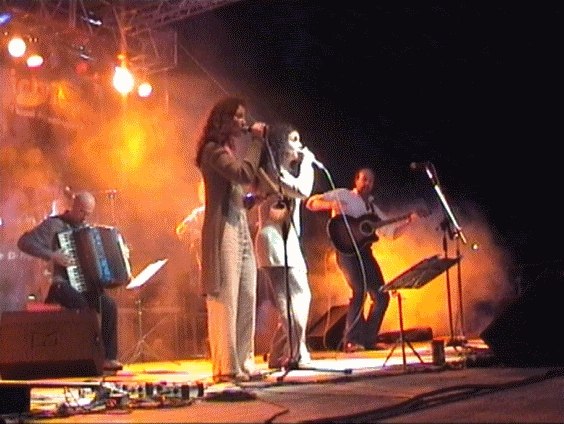
I Tancaruja in concerto a Dromos

Nel 1998 Martini fondò il gruppo Tancaruja per cui compose musiche e testi e a cui partecipò come interprete. Il progetto portò alla realizzazione di tre album: In terra e in chelu; Isettande e Ballu furiosu, quest'ultimo registrato dal vivo al Teatro Garau di Oristano.
I Tancaruja, nei loro dieci anni di vita hanno tenuto concerti in Sardegna e nel resto d'Italia con partecipazioni a festival e rassegne, oltre a tournée (dal 2002 al 2005) in Lussemburgo e in Germania dove nel 2003 vinsero il primo premio del FolkHerbst festival, organizzato dal Centro Culturale Malzhaus di Plauen. Nel 2004 parteciparono al Bardentreffen Festival di Norimberga; nel 2005 al Weltmusik festival di Kassel e, sempre nel 2005, sono stati sul palco della "Conferenza Mediterranea dei Popoli senza Stato" di Barcellona. Il gruppo si è sciolto nel 2008.

### Sa Oghe De Su Coro
Tra il 2006 e il 2016 Pino Martini è stato direttore del coro Sa oghe de su coro che ha presentato il suo repertorio all'interno di rassegne e festival. Il 26 aprile 2009 il coro si è esibito nella Basilica di Sant'Ambrogio di Milano, in occasione di Sa die de sa Sardigna.

### Baracca Epos
Il gruppo Baracca Epos nasce dalla collaborazione tra Pino Martini e Umberto Fiori per realizzare lo spettacolo A rapporto - Emilio Lussu suonato e cantato ispirato dalle pagine di due romanzi di Emilio Lussu:  Un anno sull'Altipiano e  Marcia su Roma e dintorni.

## Discografia

### Album in studio
con i Tancaruja
- 1998 - In terra e in chelu
- 2001 - Isettande

### Album dal vivo
con i Tancaruja
- 2001 - Ballu Furiosu

### Singoli
- 1981 - Cosa danno/Reparto novità

con i Salis
- I Salis

con Martini Bank
- 1988 - Nanna Rhythmic
- 1988 - Rhumba

### Raccolte
- 1999 - Compilation 2 - Compagnia Nuove Indye
- 1999 - Compilation - Compagnia Nuove Indye - Legambiente
- 2000 - Compilation DROMOS
- 2001 - Compilation Musiche dal mondo
- 2002 - Ombre rosse - Blond Records Partito dei Comunisti italiani del Lazio
- 2003 - Il meglio della Sardegna volume 8
- 2004 - Mantova musica Festival
- 2005 - Mantova musica Festival